# 암흑가의 사자
"암흑가의 사자"는 한국에서 제작된 김묵 감독의 1965년 영화이다. 강신성일 등이 주연으로 출연하였고 김인동 등이 제작에 참여하였다.

## 출연

### 주연
- 강신성일
- 태현실
- 장동휘

## 기타
- 조명: 이기섭
- 미술: 박석인